# 北京奔驰
39°44′51″N 116°31′07″E / 39.747581°N 116.518661°E
北京奔驰汽车，全称北京奔驰汽车有限公司，简称北京奔驰，由北京汽车工业控股有限责任公司、戴姆勒·克莱斯勒股份有限公司和戴姆勒·克莱斯勒（中国）投资有限公司共同出资组建的汽车制造公司。

## 历史
公司成立于2005年8月8日，全称北京奔馳-戴姆勒·克萊斯勒汽車有限公司（简称北京奔驰-戴克），其前身为北京吉普汽车有限公司。
2007年，其總公司戴姆勒·克萊斯勒分家，北京奔驰-戴克也于2010年更名為北京奔驰汽车。

## 主要产品

### 生产中的车型

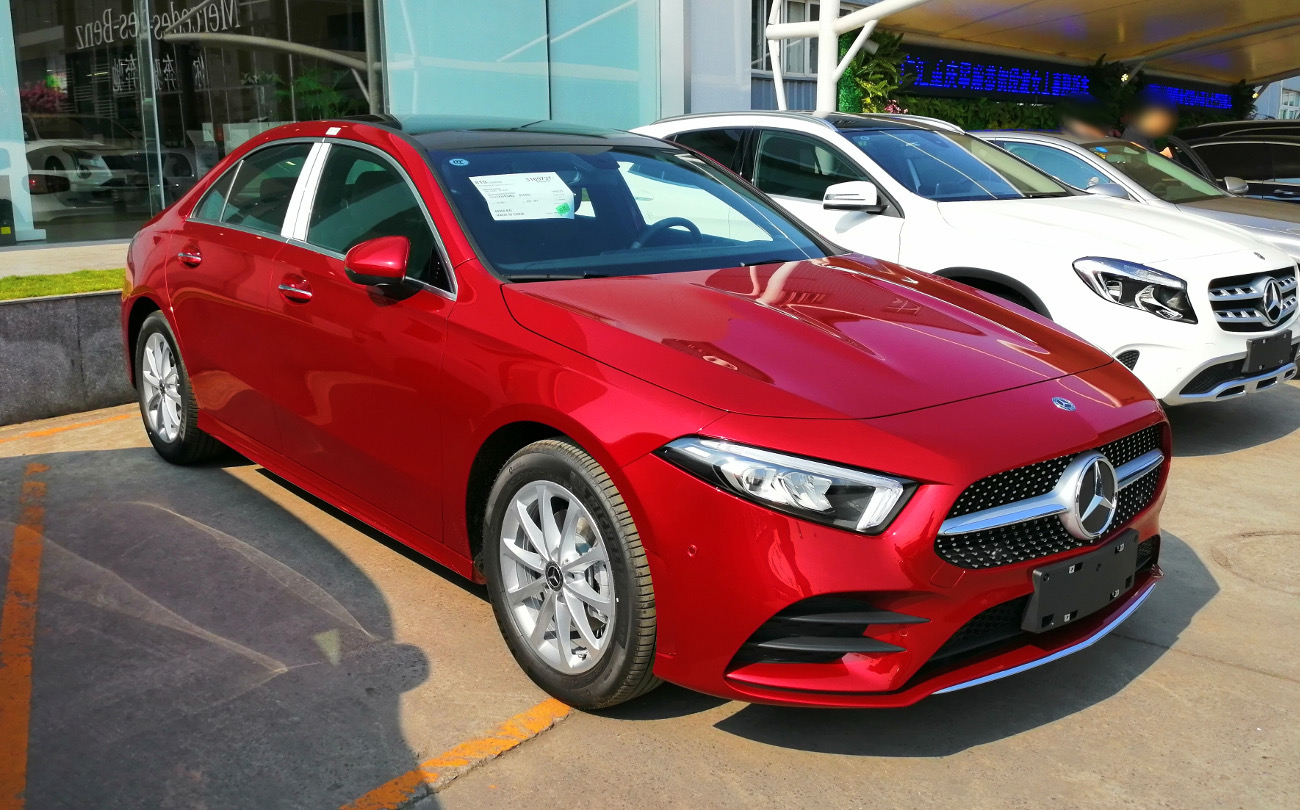
2019年至今 梅赛德斯-奔驰A级Z177 Mercedes-Benz A-Class Z177
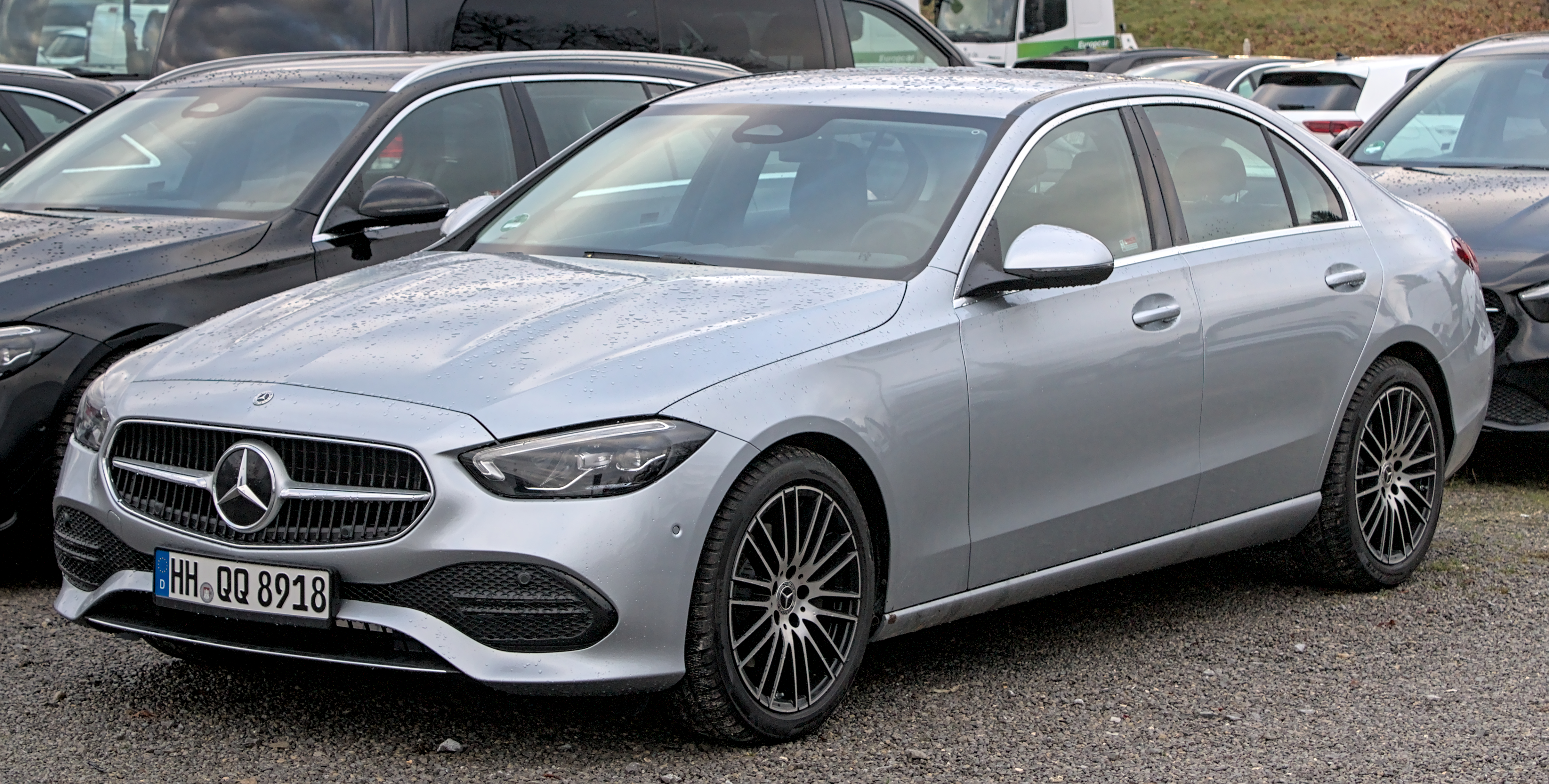
2021年至今 梅赛德斯-奔驰C级W206 Mercedes-Benz C-Class W206
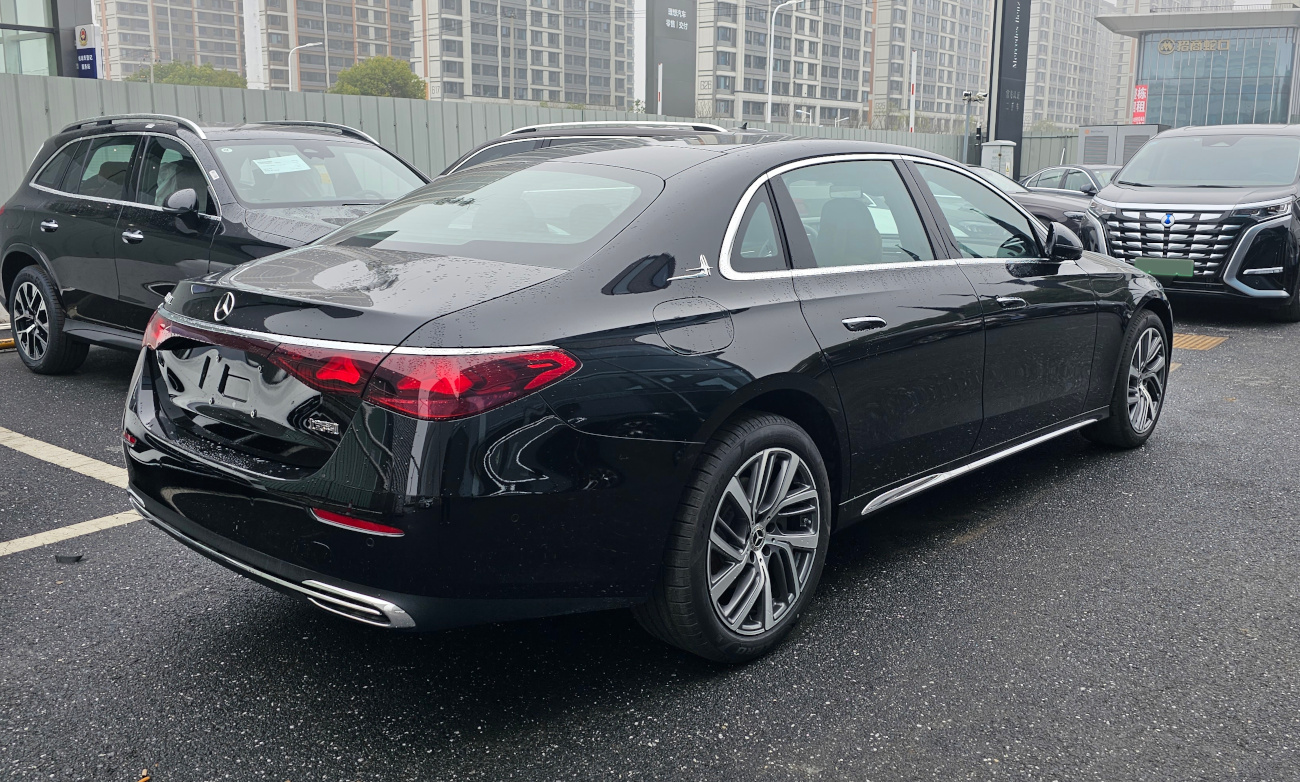
2023年至今 梅赛德斯-奔驰E级V214 Mercedes-Benz E-Class V214
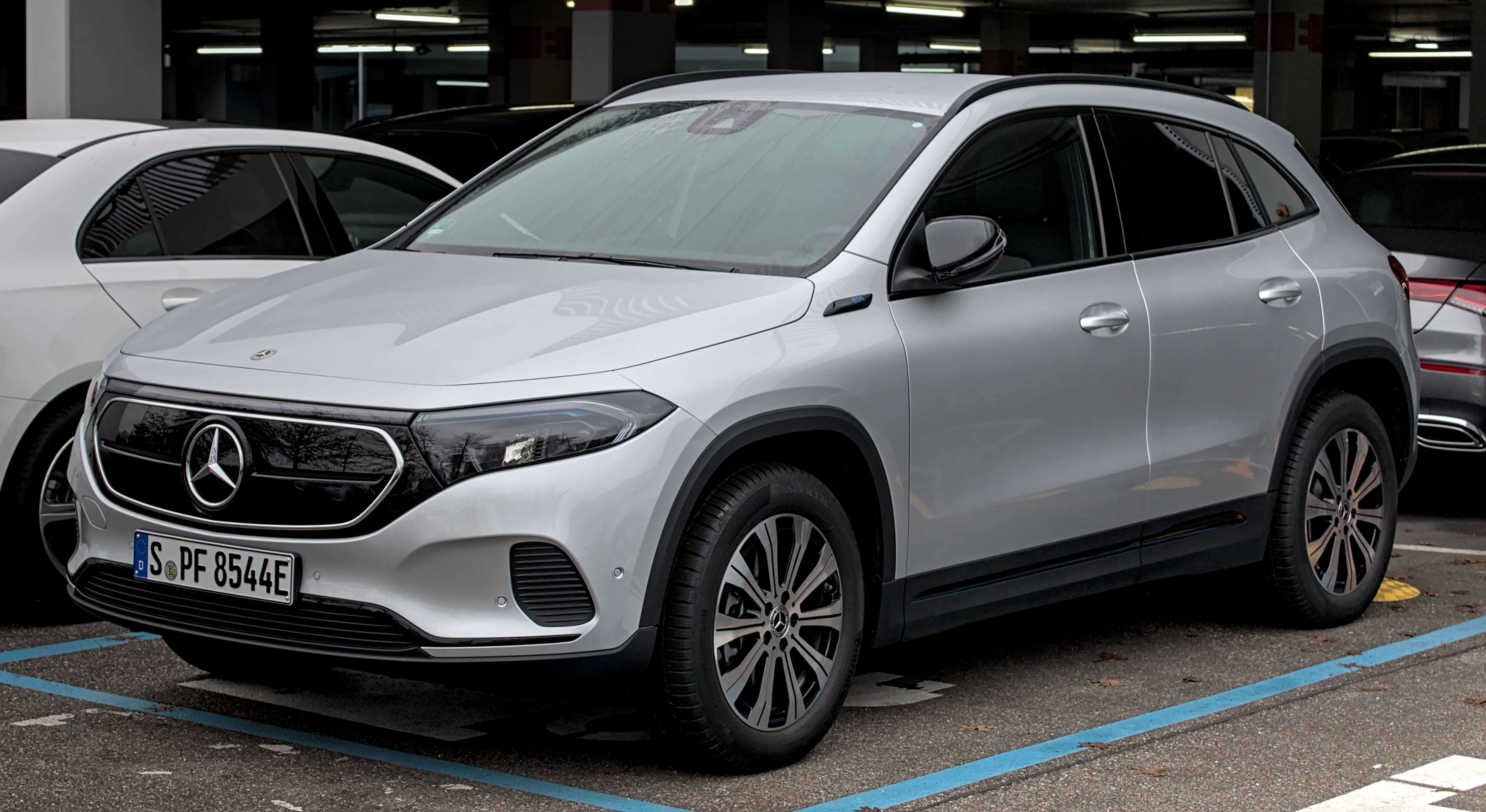
2021年至今 梅赛德斯-奔驰EQA Mercedes-Benz EQA
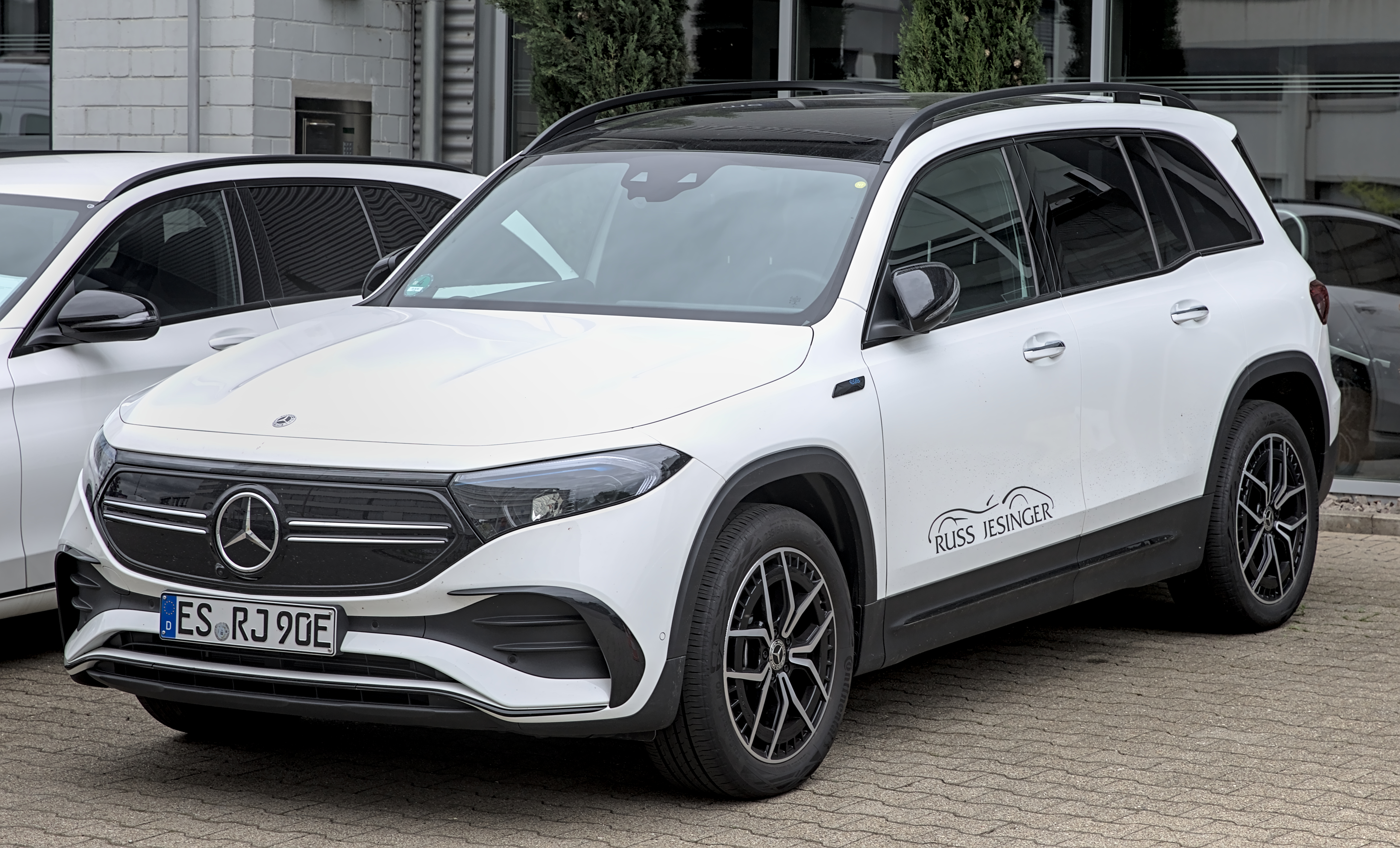
2021年至今 梅赛德斯-奔驰EQB Mercedes-Benz EQB
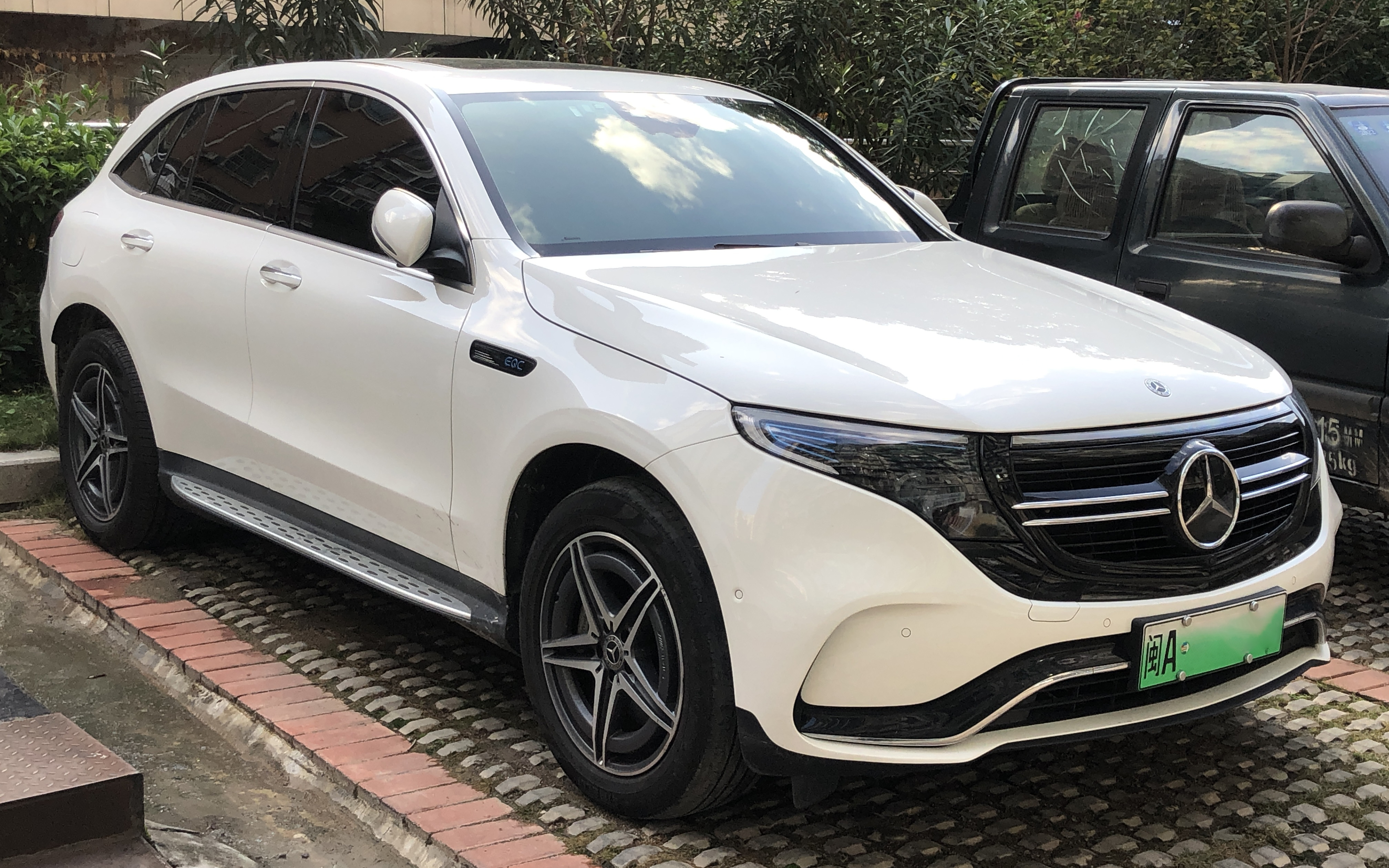
2019年至今 梅赛德斯-奔驰EQC Mercedes-Benz EQC
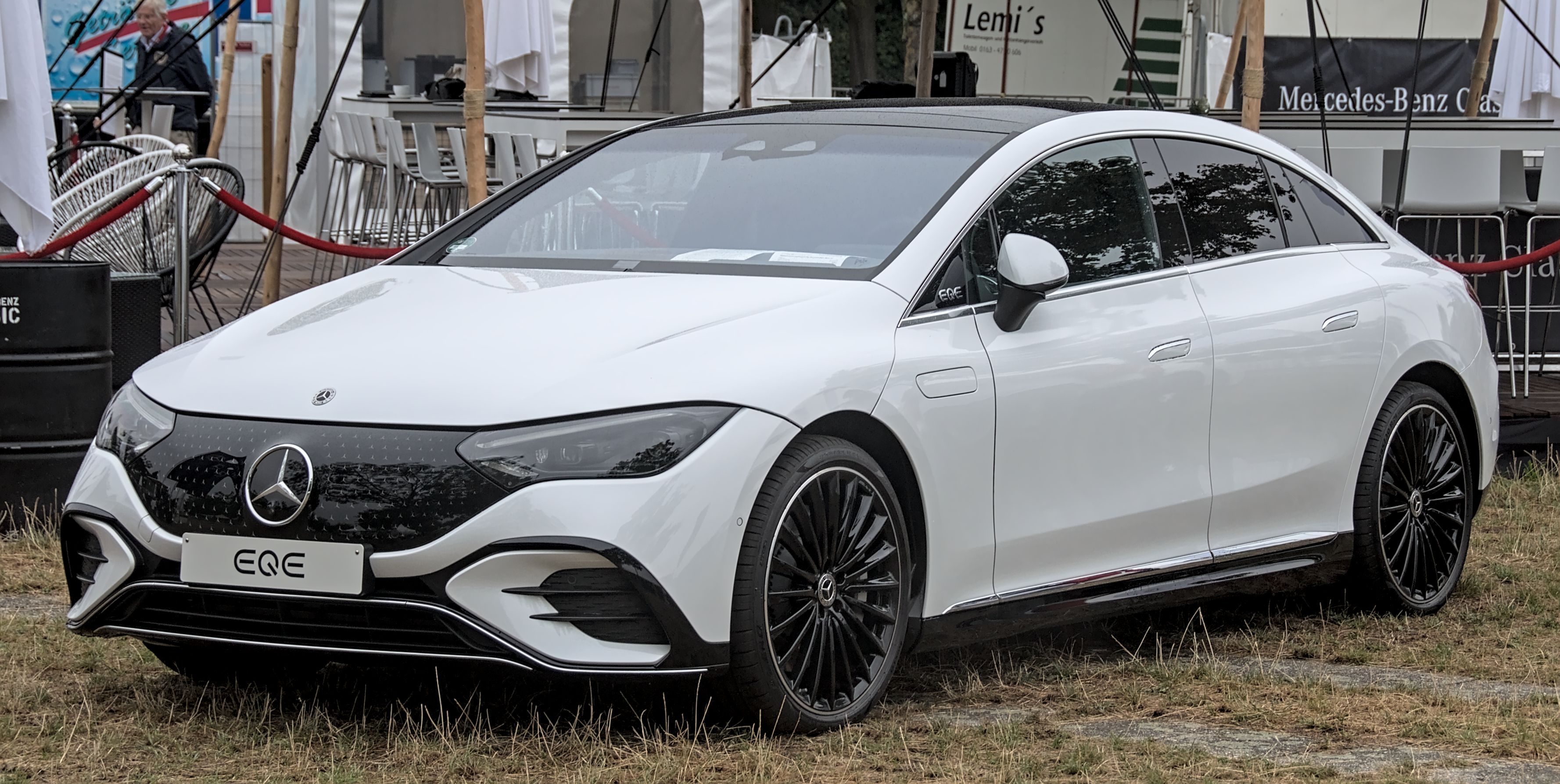
2022年至今 梅赛德斯·奔驰EQE Mercedes-Benz EQE
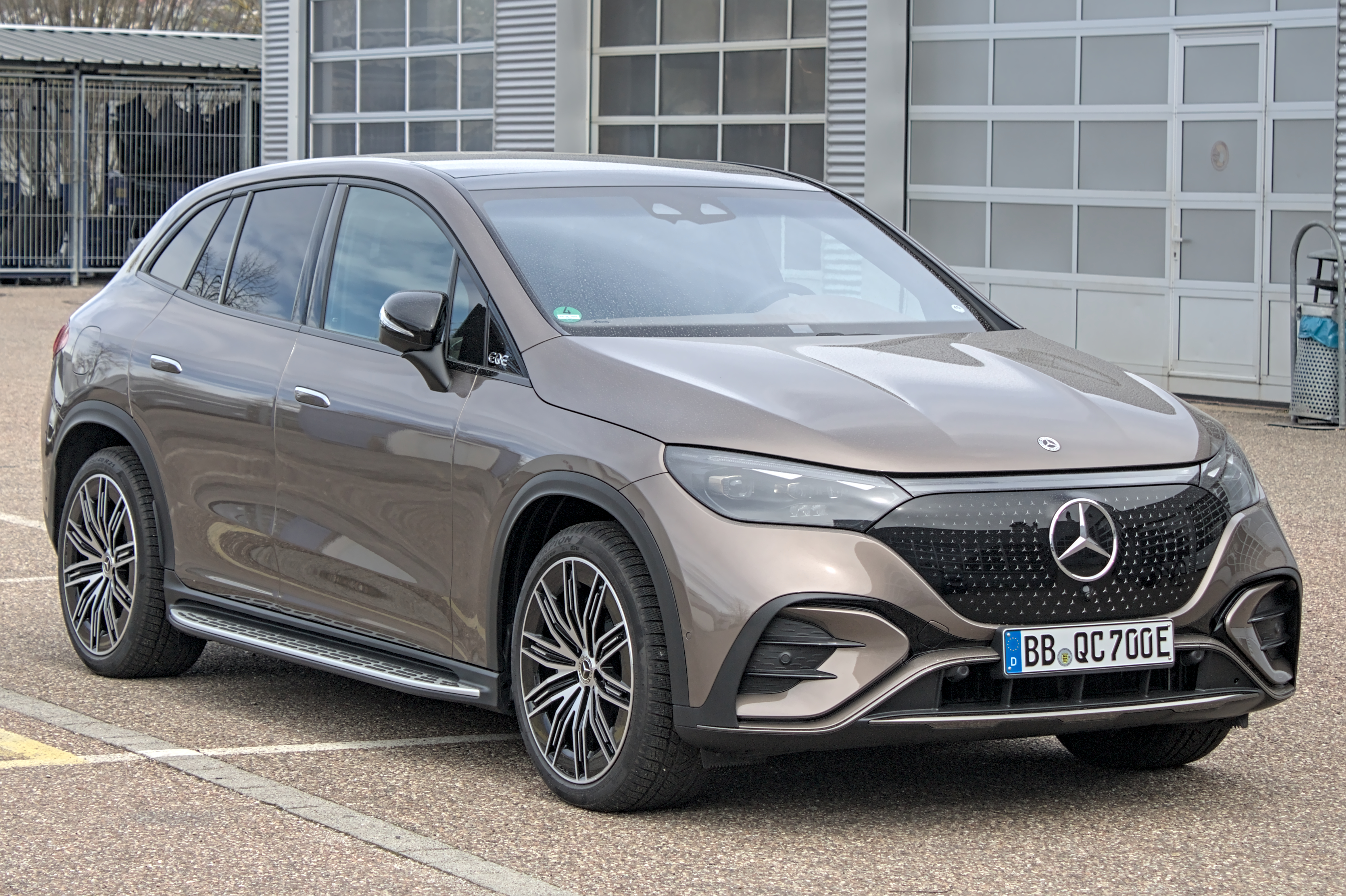
2023年至今 梅赛德斯-奔驰EQE SUV Mercedes-Benz EQE SUV
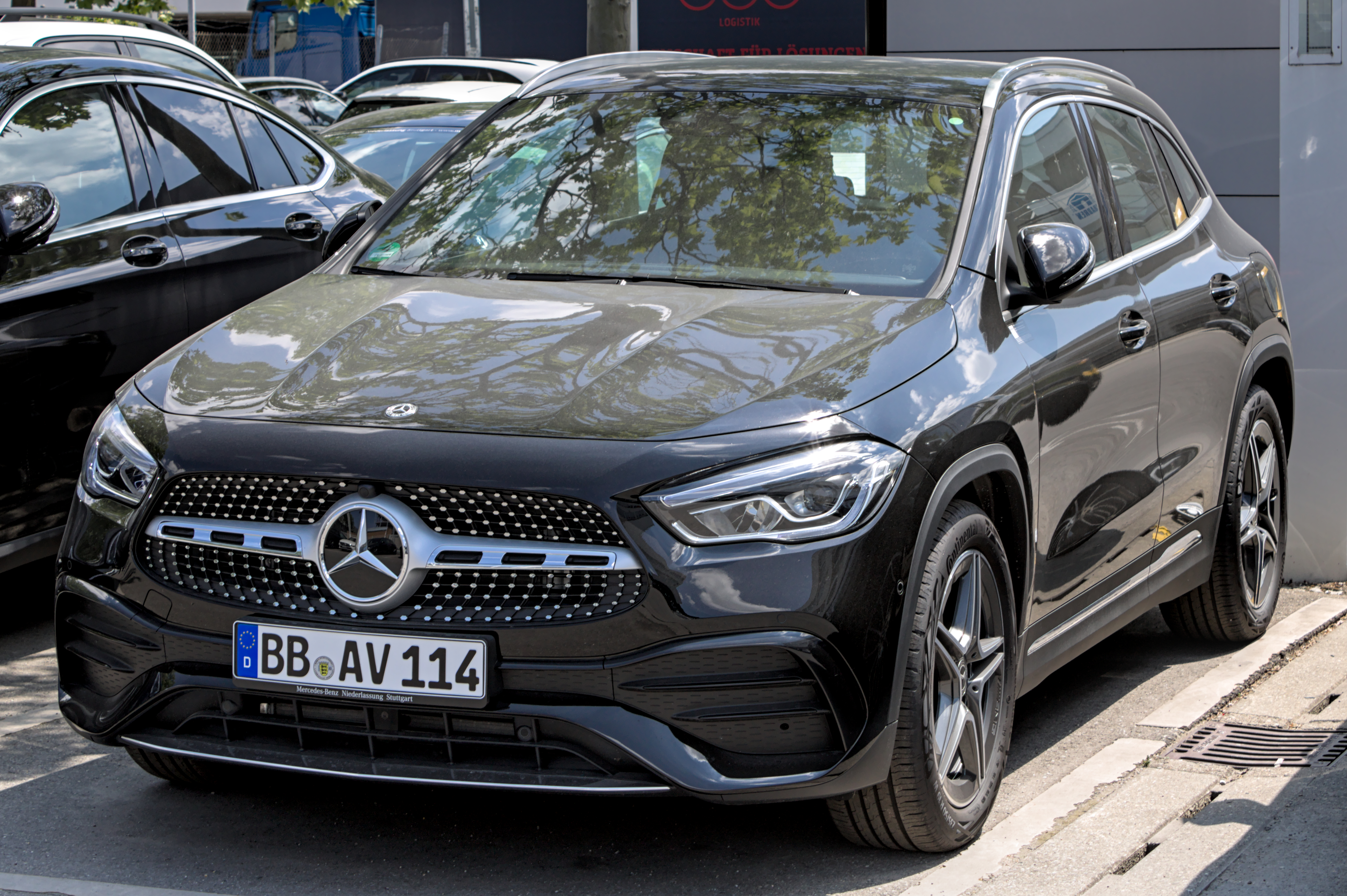
2020年至今 梅赛德斯-奔驰GLA H247 Mercedes-Benz GLA H247
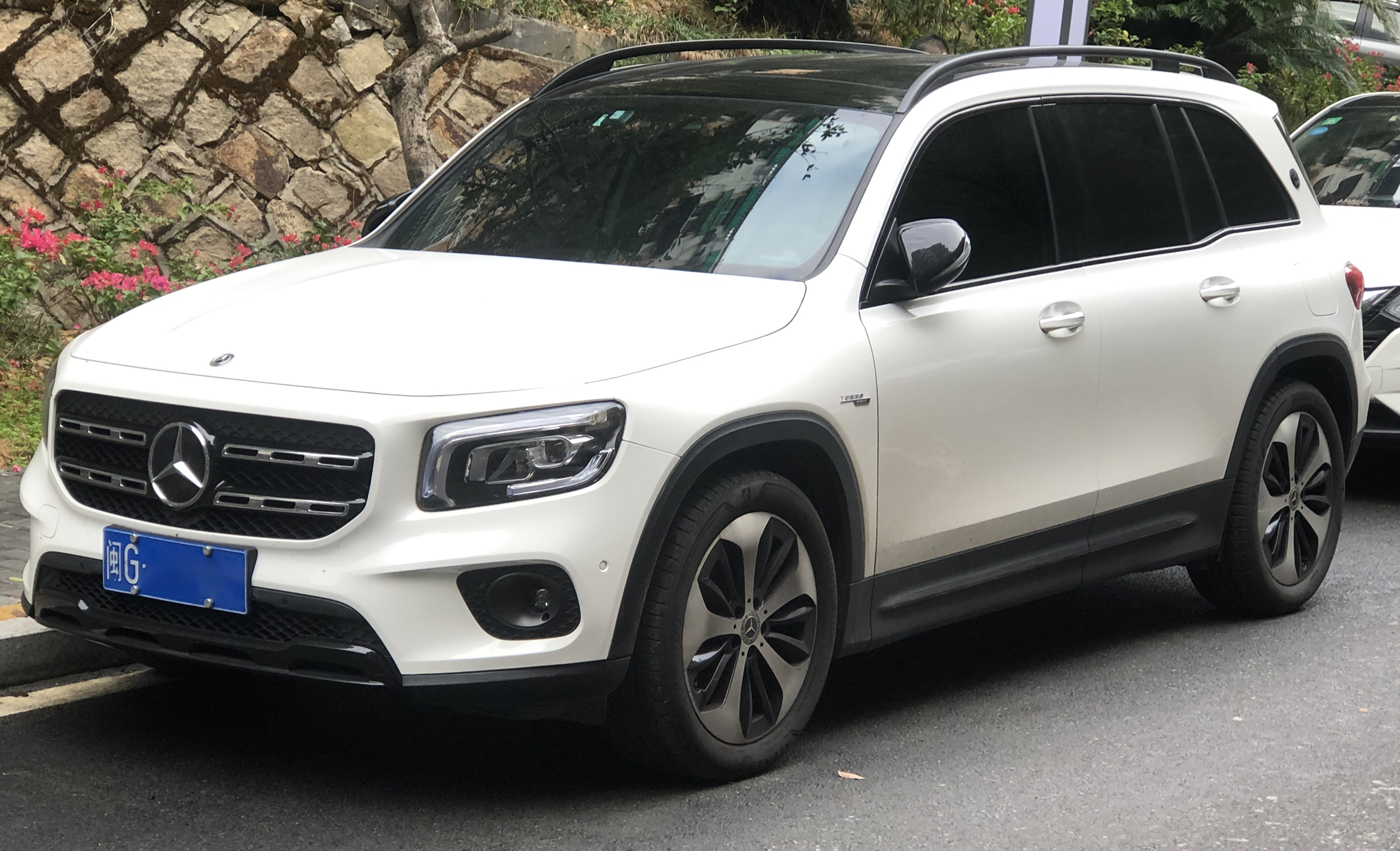
2019年至今 梅赛德斯-奔驰GLB Mercedes-Benz GLB
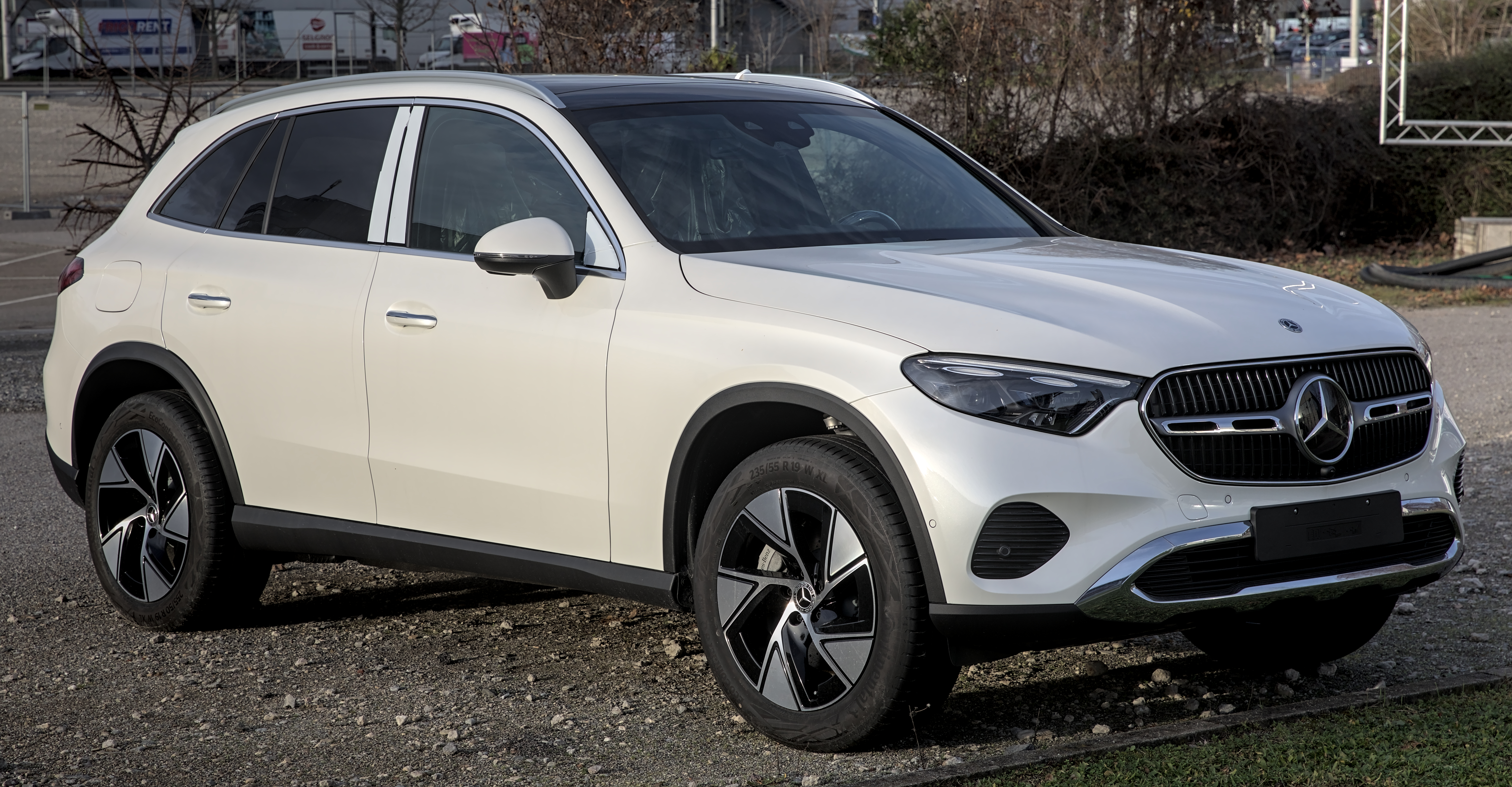
2022年至今 梅赛德斯-奔驰GLC Mercedes-Benz GLC X254

### 已停产的车型

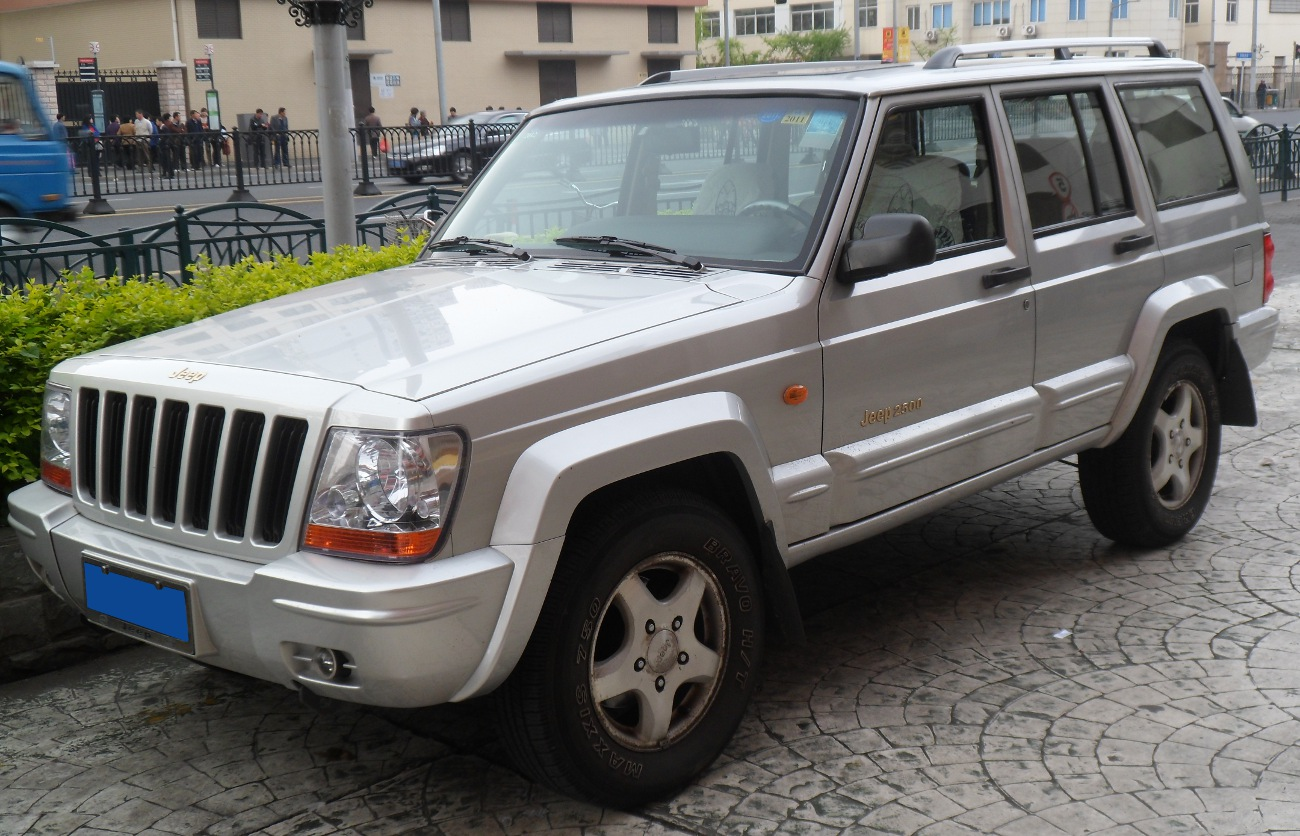
2005-2007年 吉普2500/2700 Jeep 2500/2700
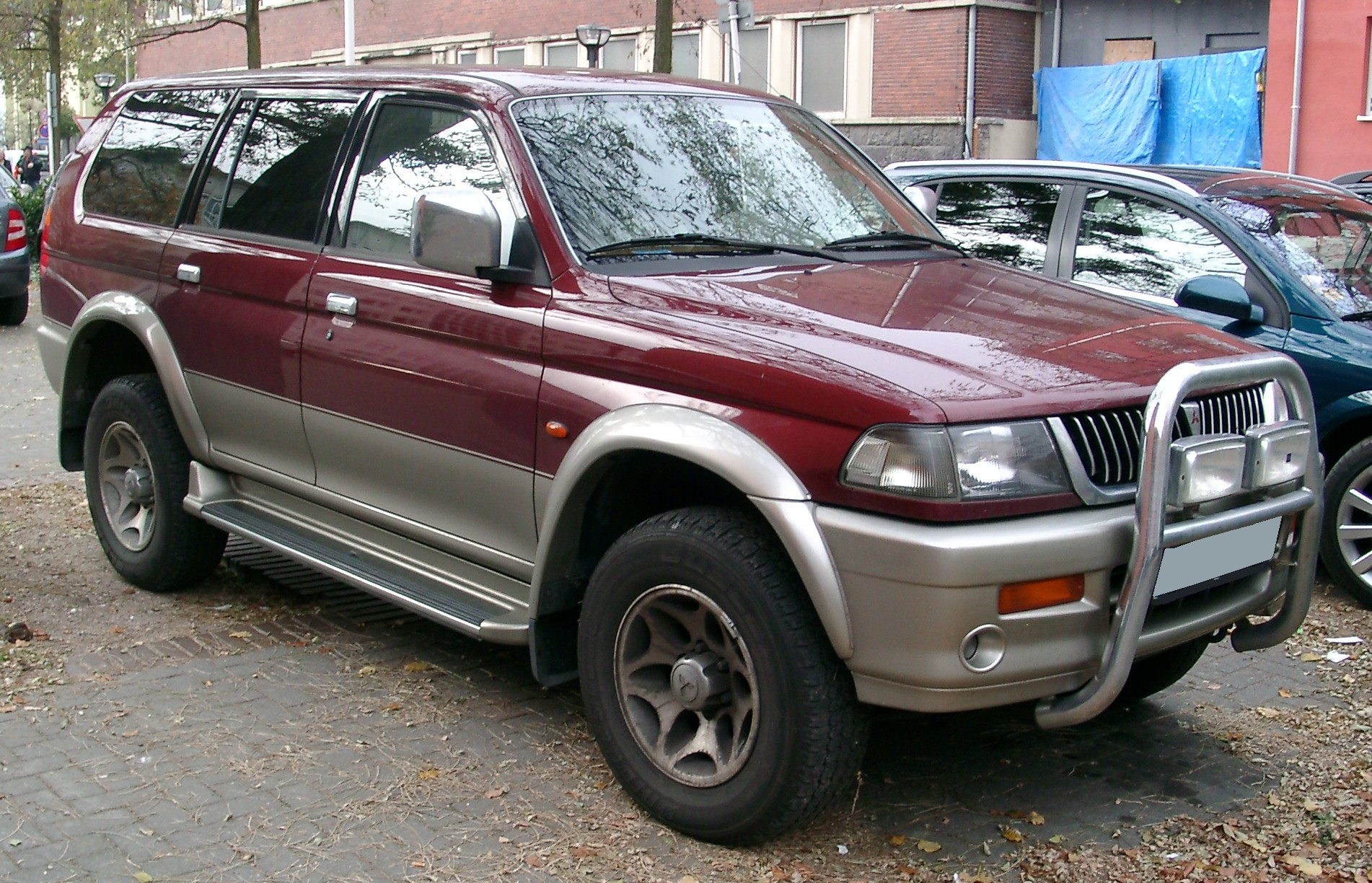
2005-2008年 三菱帕杰罗运动 Mitsubishi Pajero Sport
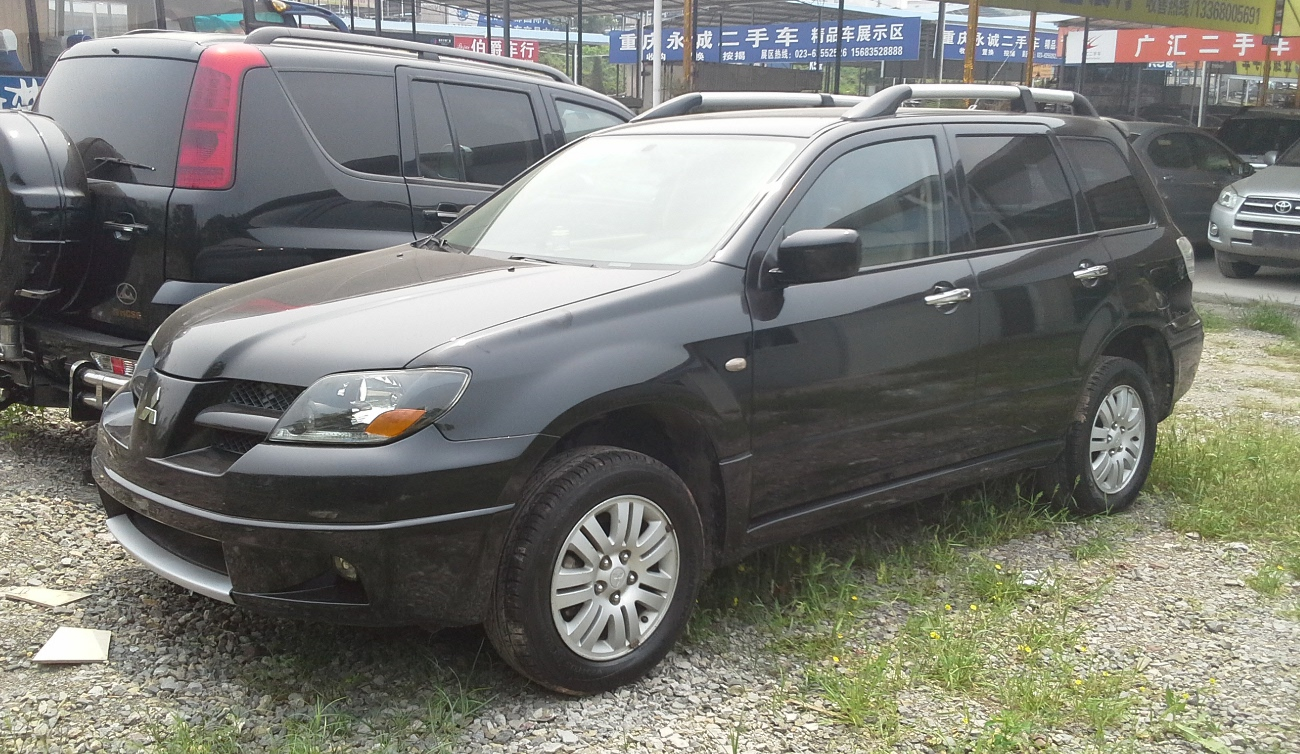
2005-2006年 三菱欧蓝德经典 Mitsubishi Outlander
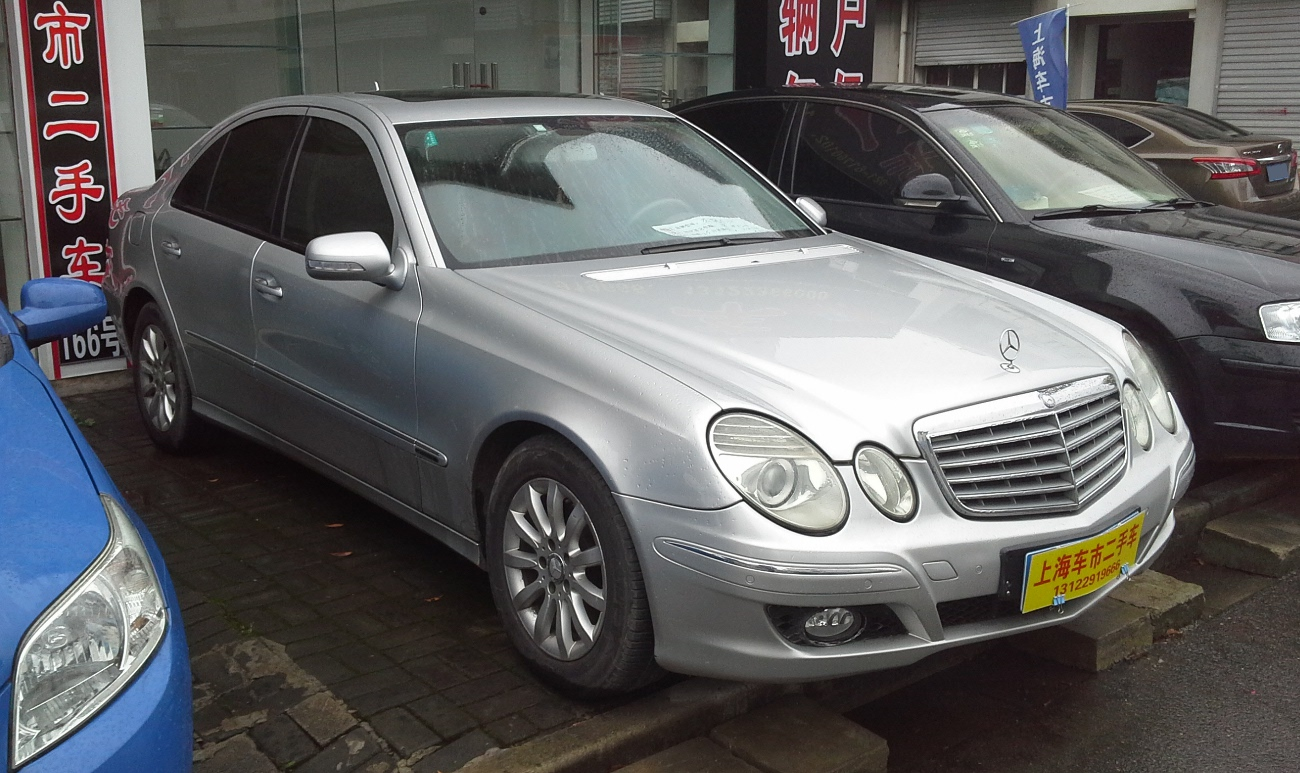
2005-2009年 梅赛德斯-奔驰E级W211 Mercedes-Benz E-Class W211
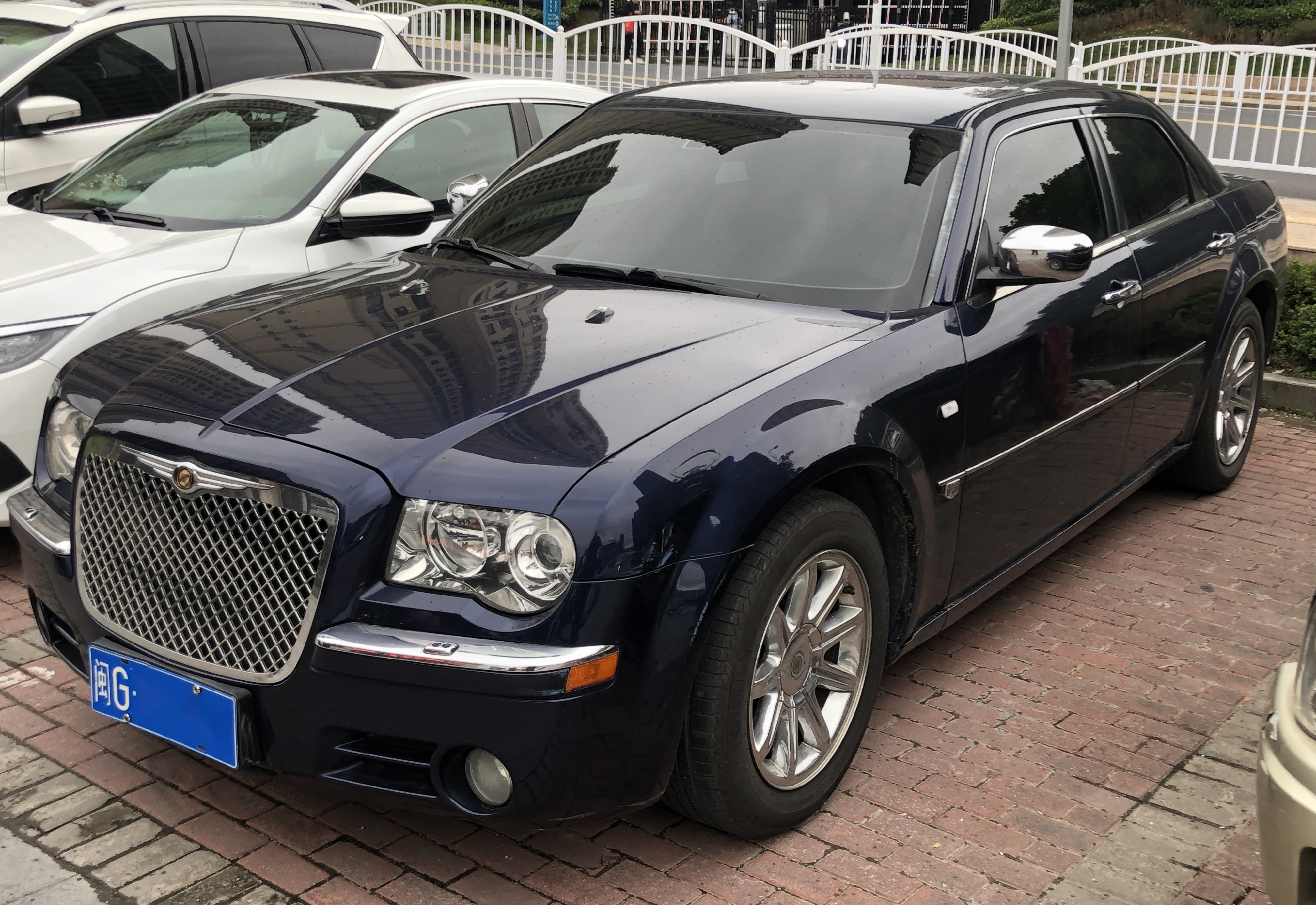
2006-2009年 克莱斯勒300C Chrysler 300C
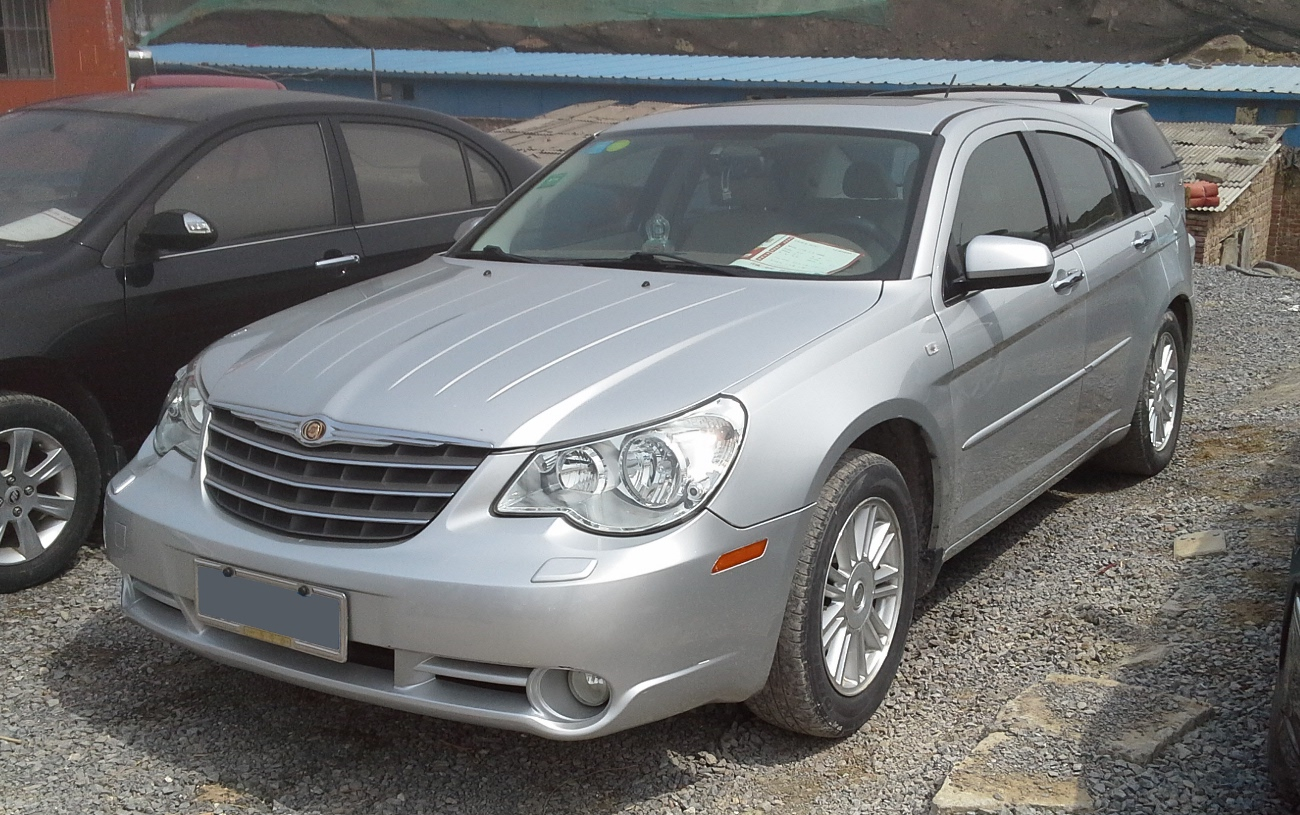
2008-2010年 克莱斯勒铂锐 Chrysler Sebring
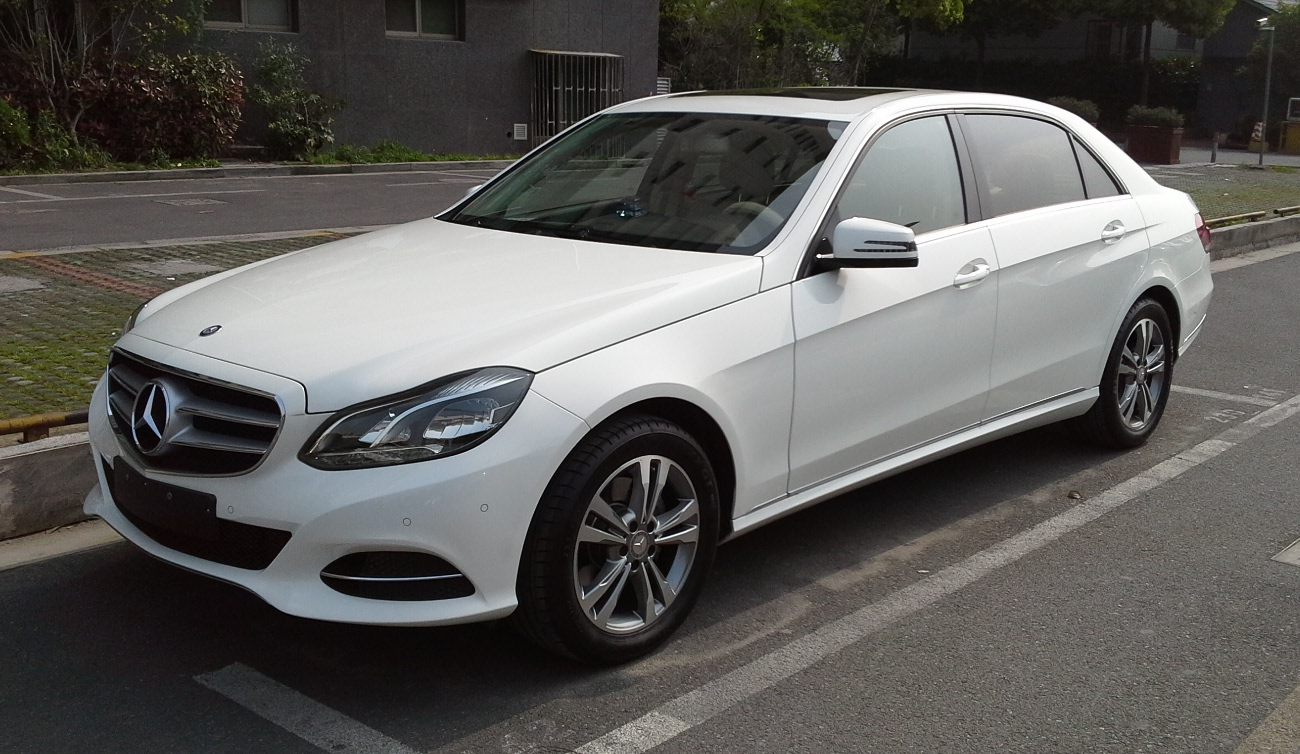
2010-2016年 梅赛德斯-奔驰E级V212 Mercedes-Benz E-Class V212
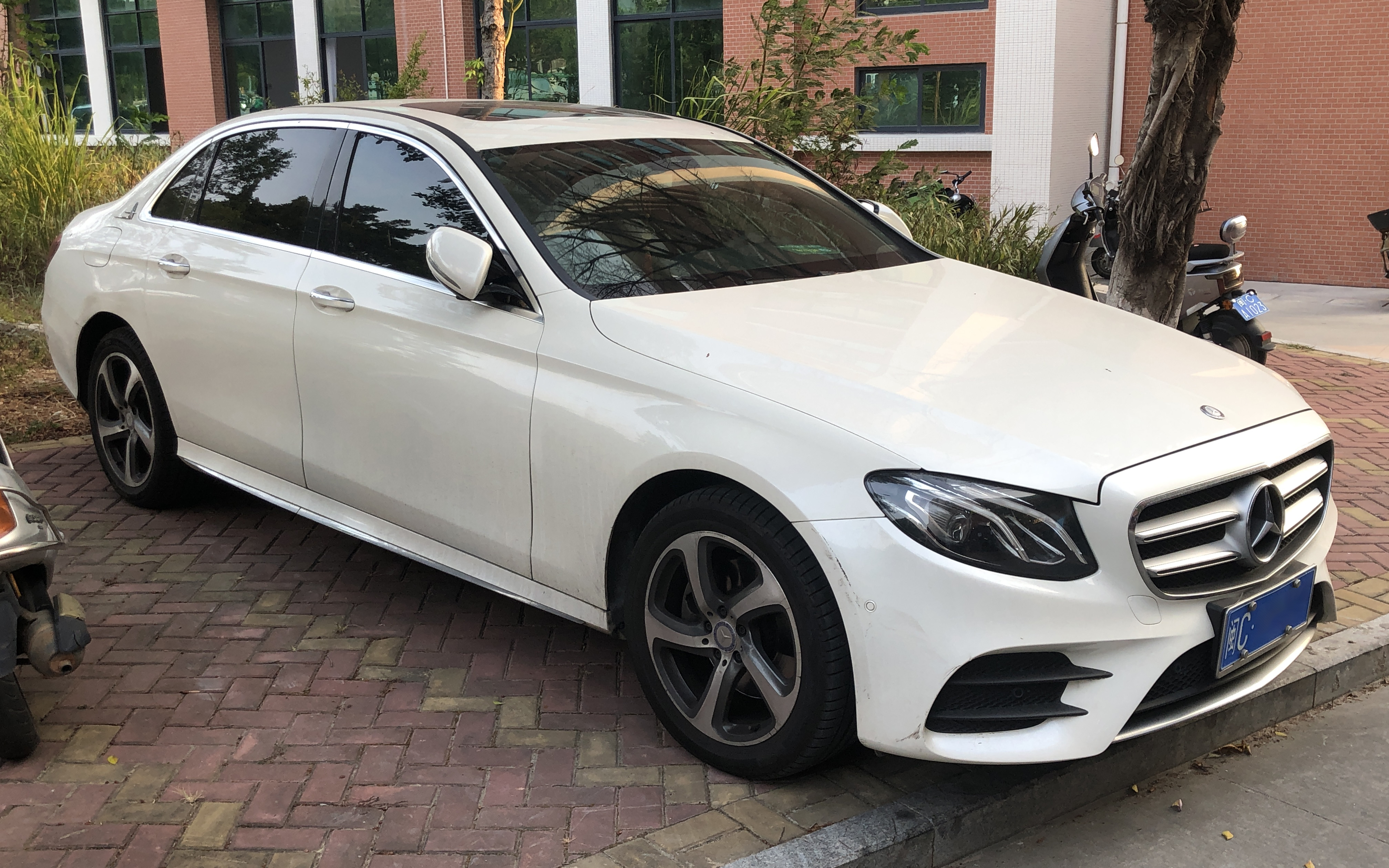
2016-2023年 梅赛德斯-奔驰E级V213 Mercedes-Benz E-Class V213
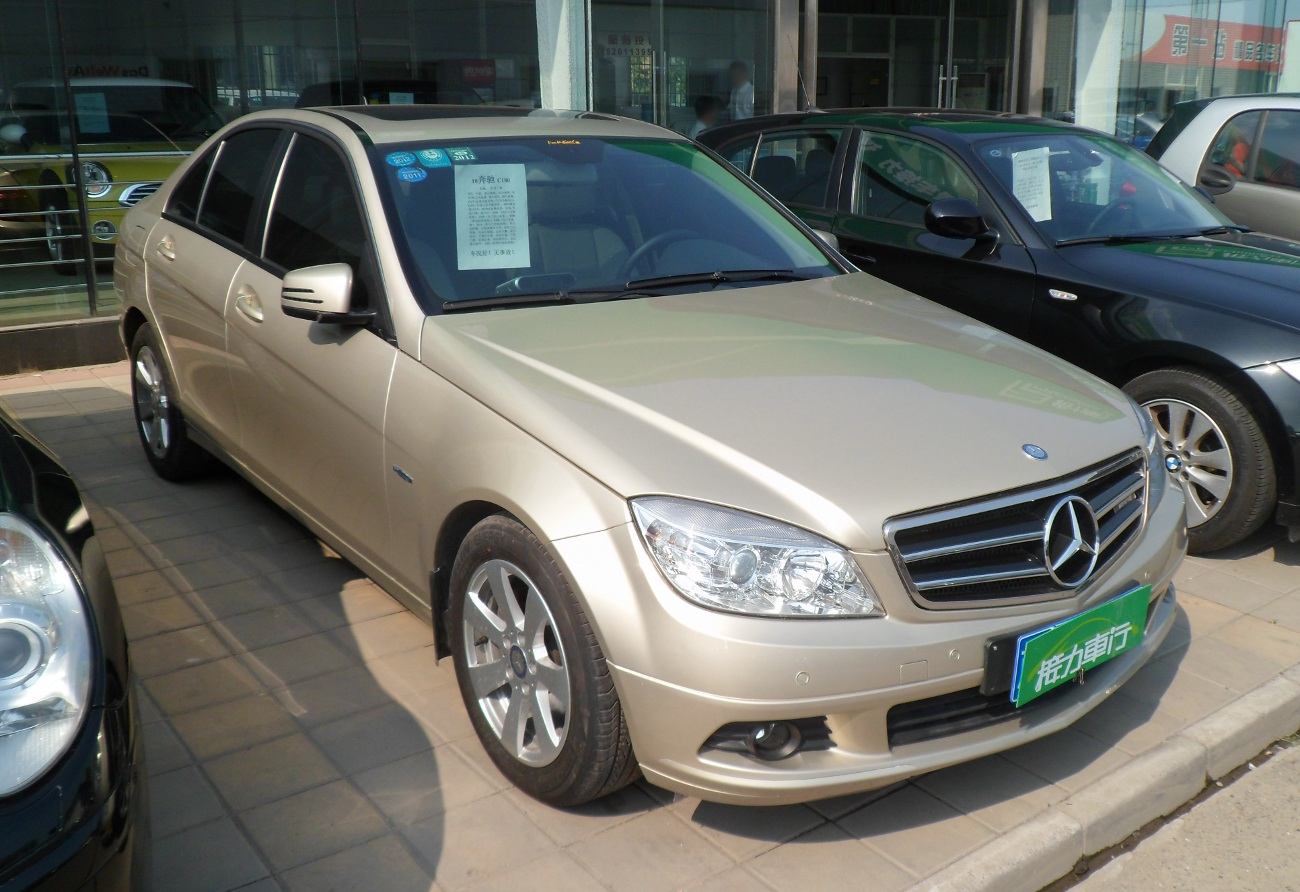
2008-2014年 梅赛德斯-奔驰C级W204 Mercedes-Benz C-Class W204
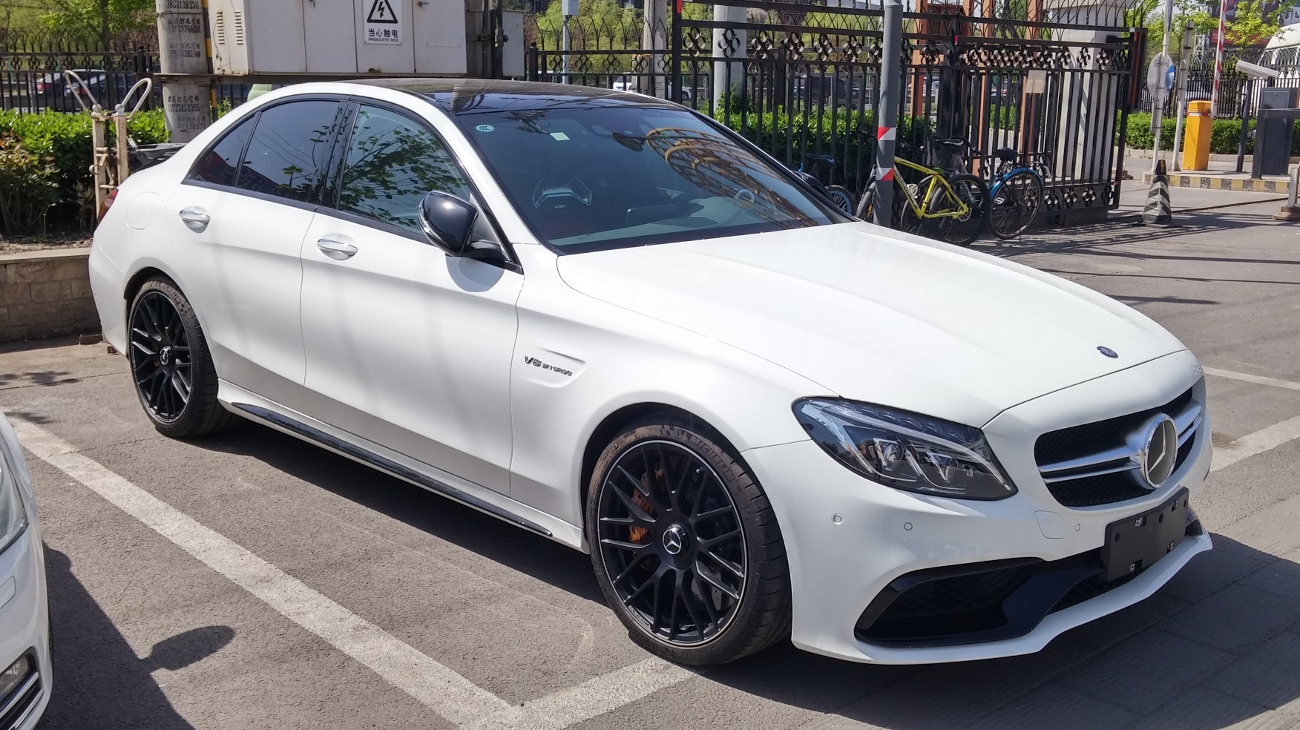
2014-2021年 梅赛德斯-奔驰C级W205 Mercedes-Benz C-Class W205
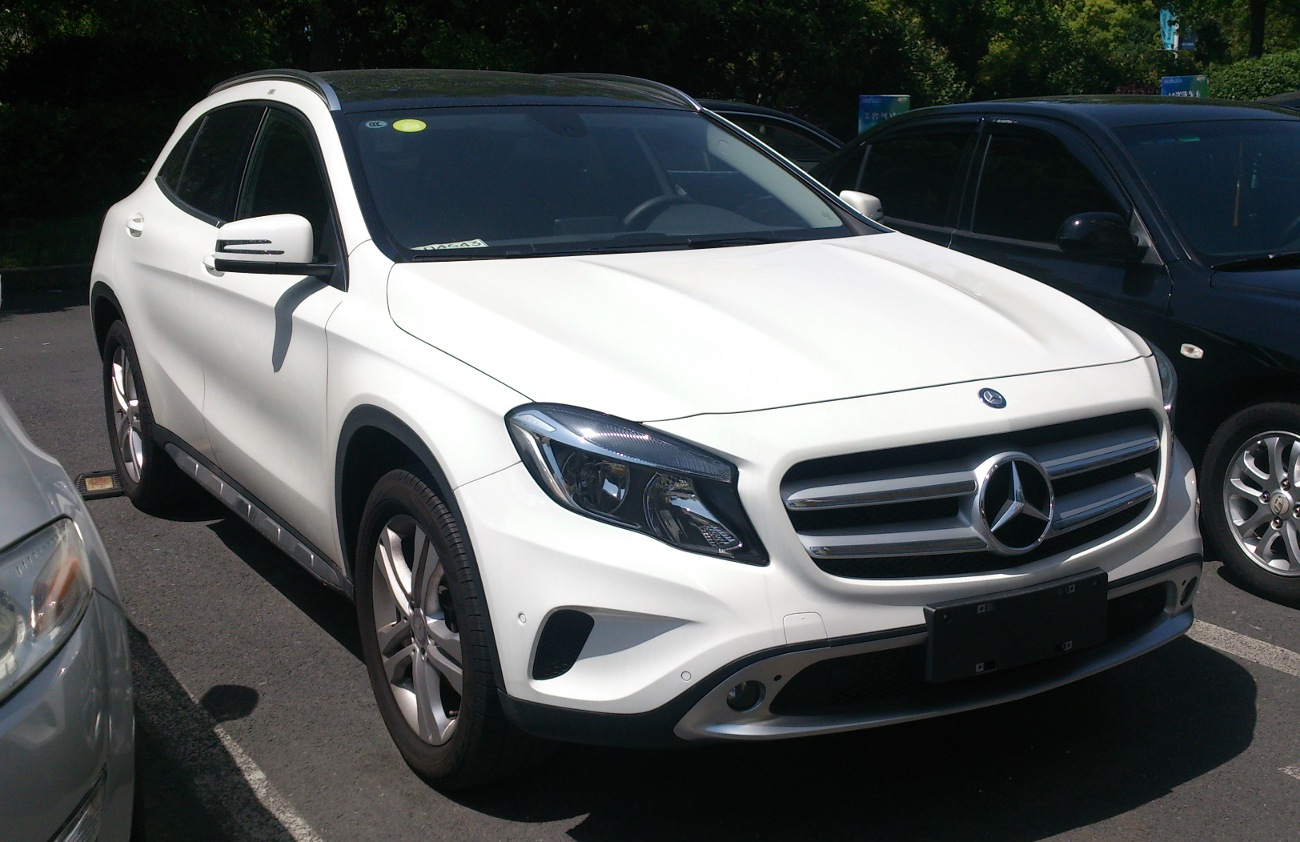
2015-2020年 梅赛德斯-奔驰GLA级X156 Mercedes-Benz GLA-Class X156
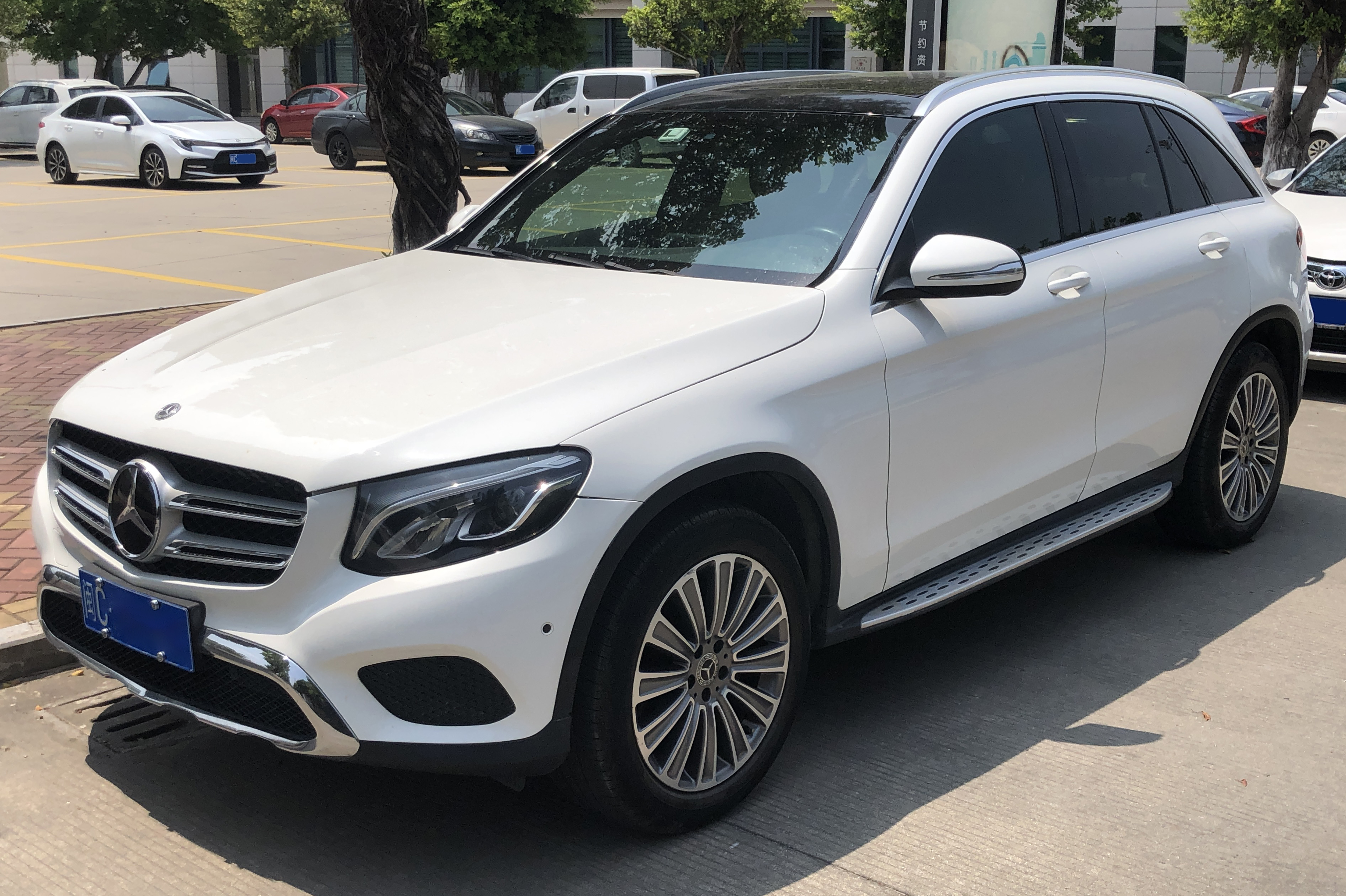
2015-2022年 梅赛德斯-奔驰GLC級X253 Mercedes-Benz GLC X253
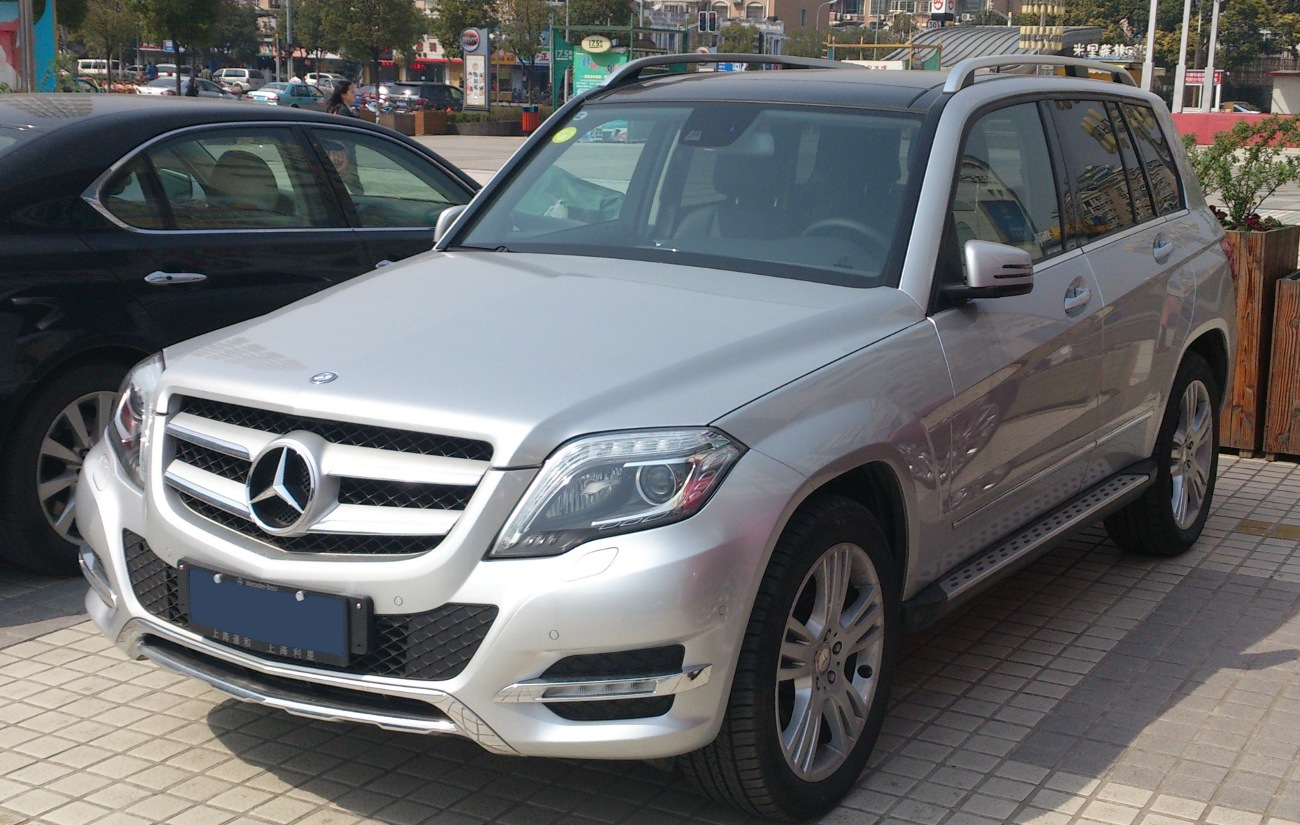
2008-2015年 梅赛德斯-奔驰GLK级 Mercedes-Benz GLK-Class